# Neukirchen (Lautertal)

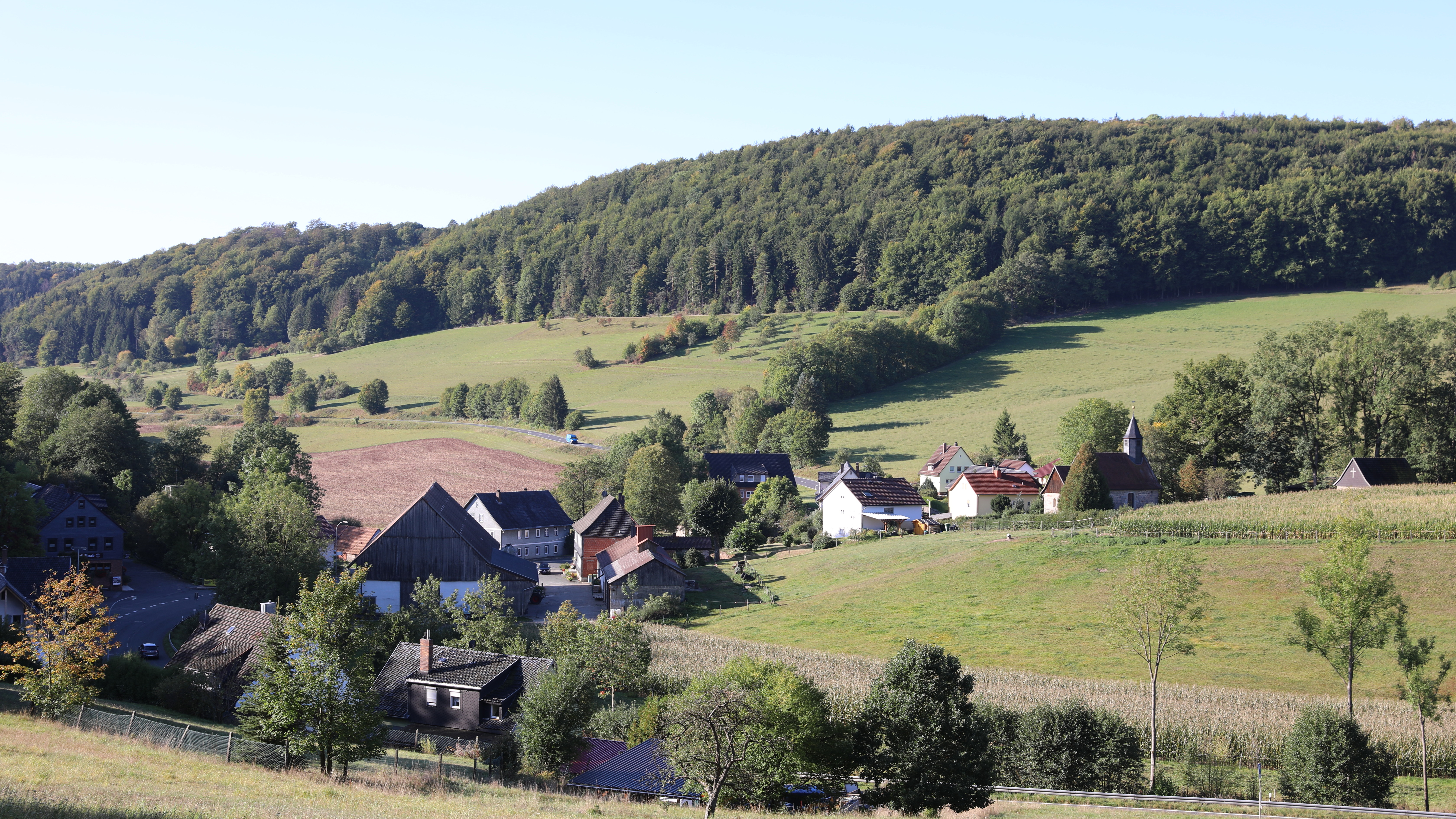
Neukirchen von Osten

Neukirchen (ⓘ) ist ein Gemeindeteil von Lautertal im oberfränkischen Landkreis Coburg.

## Geographie
Das Kirchdorf liegt etwa 10 Kilometer nördlich von Coburg in einem Tal, durch das die Lauter fließt. Westlich befinden sich die Langen Berge, östlich liegt der Höhenrücken Taimbacher Forst, wo die Gemarkungsgrenze die Landesgrenze zu Thüringen bildet. Der Ort wird von der Kreisstraße CO 27, der ehemaligen Bundesstraße 4 gequert, von der in dem Ort eine Straße nach Emstadt abzweigt.

## Geschichte
Die erste urkundliche Erwähnung stammt aus dem Jahr 1315, als die Grafen von Henneberg die Burg Neukirchen den Herren von Haldeck zum Lehen gab. Oberhalb der Kirche, auf der westlichen Lautertalseite, stand zur Sicherung des Weges von Coburg nach Eisfeld vermutlich die abgegangene Burg, die zum Reichshof gehörte und zu deren Untergang es keine Angaben gibt. Zur Burg gehörte ein Fronhof, der später in zwei, dann drei Bauernhöfe zerfiel. Im Lehensverzeichnis von 1317 wurde der Ort „Nuwenkirchen“ geschrieben.
Anfang des 14. Jahrhunderts lag Neukirchen im Herrschaftsbereich der Henneberger. 1353 kam der Ort mit dem Coburger Land im Erbgang zu den Wettinern und war somit ab 1485 Teil des Kurfürstentums Sachsen, aus dem später das Herzogtum Sachsen-Coburg hervorging.
1516 unterstanden die Neukirchener Lehensleute der Coburger Herrschaft. Um 1618 gab es in Neukirchen drei Güter und sieben Sölden. Im Jahr 1508 lebten vier und 1618 acht wehrfähige Männer in Neukirchen. Es gab 18 Pferde und 80 Rinder. Nach dem Dreißigjährigen Krieg waren es im Jahr 1650 vier wehrfähige Männer und es existierten noch sechs bewohnte Häuser.

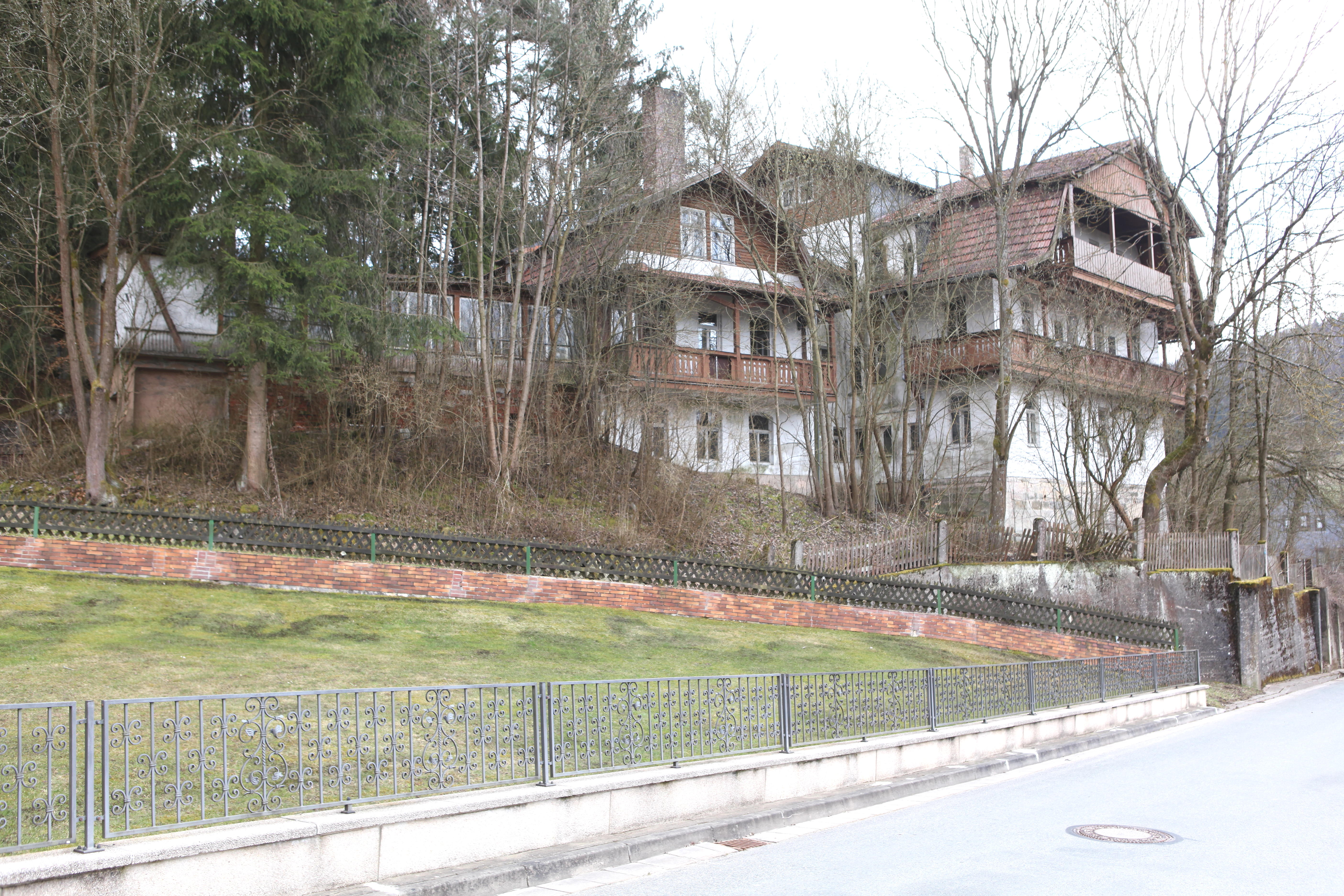
Waldhaus

Eine Mühle ist seit 1701 belegt. Ihr Betrieb wurde 1950 eingestellt. Das Waldhaus wurde 1909 bis 1911 von einem Sonneberger Unternehmer als Fremdenpension errichtet. Später wurde das Anwesen als Puppenfabrik genutzt. 1931 übernahm es die Coburger Ortskrankenkasse und 1936 die Landesversicherungsanstalt von Ober- und Mittelfranken. Beide betrieben es als Erholungsheim. Nach 1945 fand es als Alters- und Asylantenheim Verwendung.
In einer Volksbefragung am 30. November 1919 stimmte kein Neukirchener Bürger für den Beitritt des Freistaates Coburg zum thüringischen Staat und 87 dagegen. Somit gehörte ab dem 1. Juli 1920 auch Neukirchen zu dem Freistaat Bayern.
Von 1945 bis 1989 entsprach die Gemeindegrenze im Osten der Innerdeutschen Grenze.
Neukirchener Lehrer sind nach 1819 belegt. Ab 1820 besuchten auch die Tiefenlauter Kinder die Schule in Neukirchen. 1851 wurde ein neues Schulhaus eingeweiht. 1965 wurde die dreiklassige Schule Neukirchen-Tiefenlauter in das neu gebaute Schulhaus der Gemeinden Unterlauter und Oberlauter verlegt.
1946 wurden in Neukirchen bei Erdarbeiten für einen Zufahrtsweg am Friedhof zwei menschliche Skelette und 242 Silbermünzen gefunden. Der Fund bestand zu 75 % aus Halbbatzen, die im 16. Jahrhundert als Zwischenstufe zum Pfennig vor allem am Oberrhein geprägt wurden und einen Wert von acht Gulden hatten.
1963 trat die Gemeinde dem Zweckverband für die Wasserversorgung der Lautergrundgemeinden bei. Die Ringwasserversorgung wurde 1965 eingeweiht. Am 4. Mai 1969 stimmten in Neukirchen von 216 Wahlberechtigten 105 für und 19 gegen den Zusammenschluss mit Unterlauter, Oberlauter und Tiefenlauter. In den vier Orten waren insgesamt 68 Prozent der Wähler für den Zusammenschluss. Mit Wirkung zum 1. Juli 1969 wurde Neukirchen gemäß einem Erlass des Bayerischen Staatsministeriums des Innern mit den Gemeinden Tieflauter, Unterlauter und Oberlauter zur neuen Gemeinde Lautertal zusammengelegt.
Einen etwa 500 Meter langen Abfahrtshang mit einem Schlepplift gibt es seit 1969. Im Jahr 1976 wurde das Jugendhaus Neukirchen, eine Jugendbildungsstätte des  Evangelisch-Lutherischen Dekanats Coburg, eröffnet. Am 1. Januar 2020 übernahm die Evangelisch-Lutherische Kirche in Bayern die Trägerschaft. Früher hauptsächlich von der Wald- und Landwirtschaft geprägt, ist heute Neukirchen mehr ein Wohnort von Pendlern, die vor allem in Coburg arbeiten.

## Einwohnerentwicklung
| Jahr | Einwohnerzahl |
| ---- | ------------- |
| 1910 | 176           |
| 1933 | 221           |
| 1939 | 222           |
| 1984 | 300           |
| 2004 | 319           |

## Kirche
Die evangelisch-lutherische Filialkirche St. Johannis stammt im Kern wohl aus dem 13. Jahrhundert und geht auf eine Burgkapelle zurück. Sie hat ein Kirchenschiff, im 17. oder 18. Jahrhundert entstanden, mit einem mit roten Ziegeln gedeckten Satteldach und mit einem verschieferten Dachreiter als Glockenturm. Der Altarraum zeigt Rundbogenfenster und romanische Konsolsteine. Den Kirchenraum mit seinen Emporen an den Längsseiten überspannt eine Kassettendecke.